# Inward Heelflip
Le inward heelflip est une figure de skateboard composée d'un changement de sens de la planche où l'arrière (tail) tourne dans le sens des aiguilles d'une montre (régular) et d'un heelflip (rotation de la planche sur sa longueur grâce à un coup de talon), le tout en même temps. 